# Acronicta

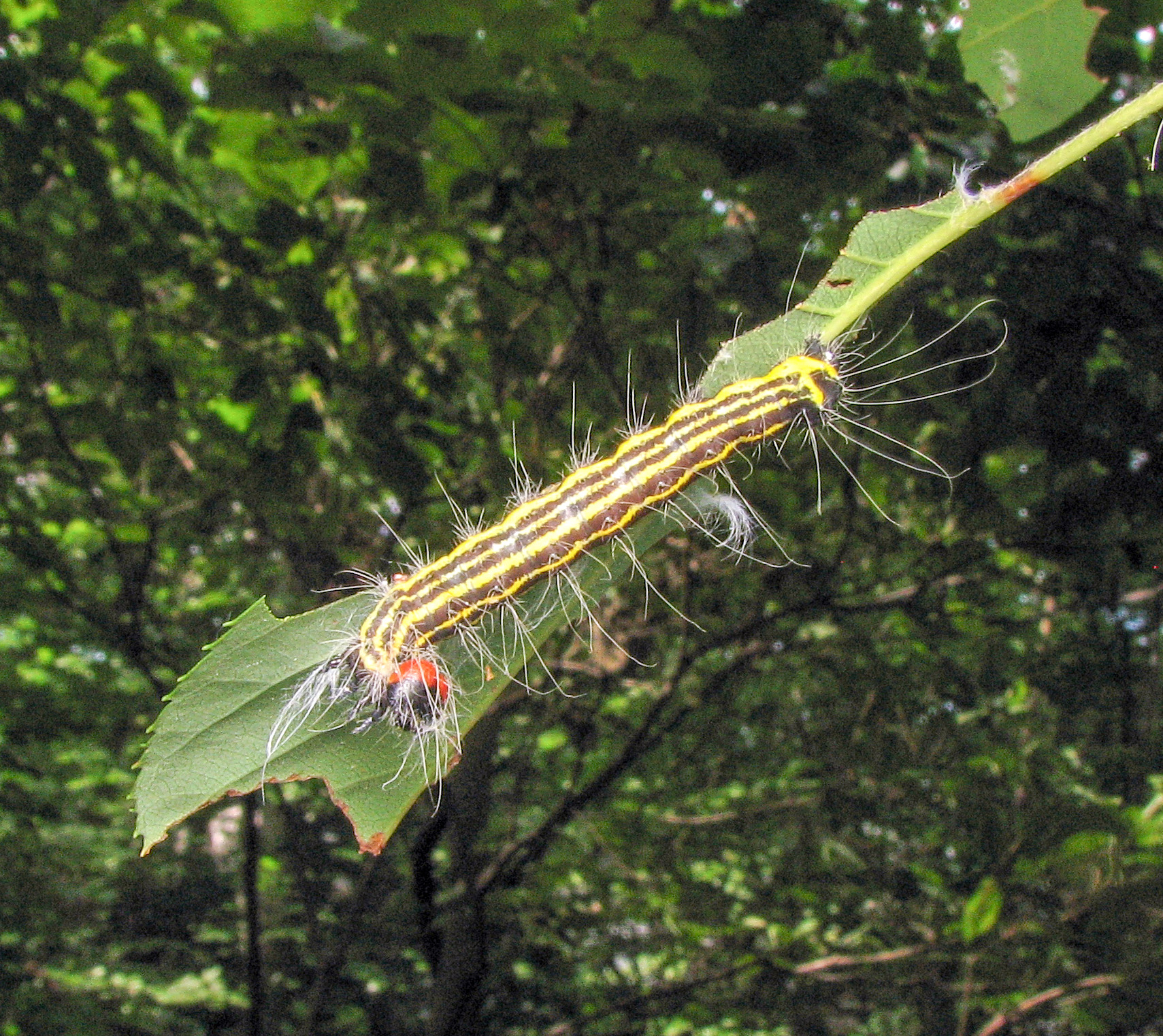
A. radcliffei caterpillar

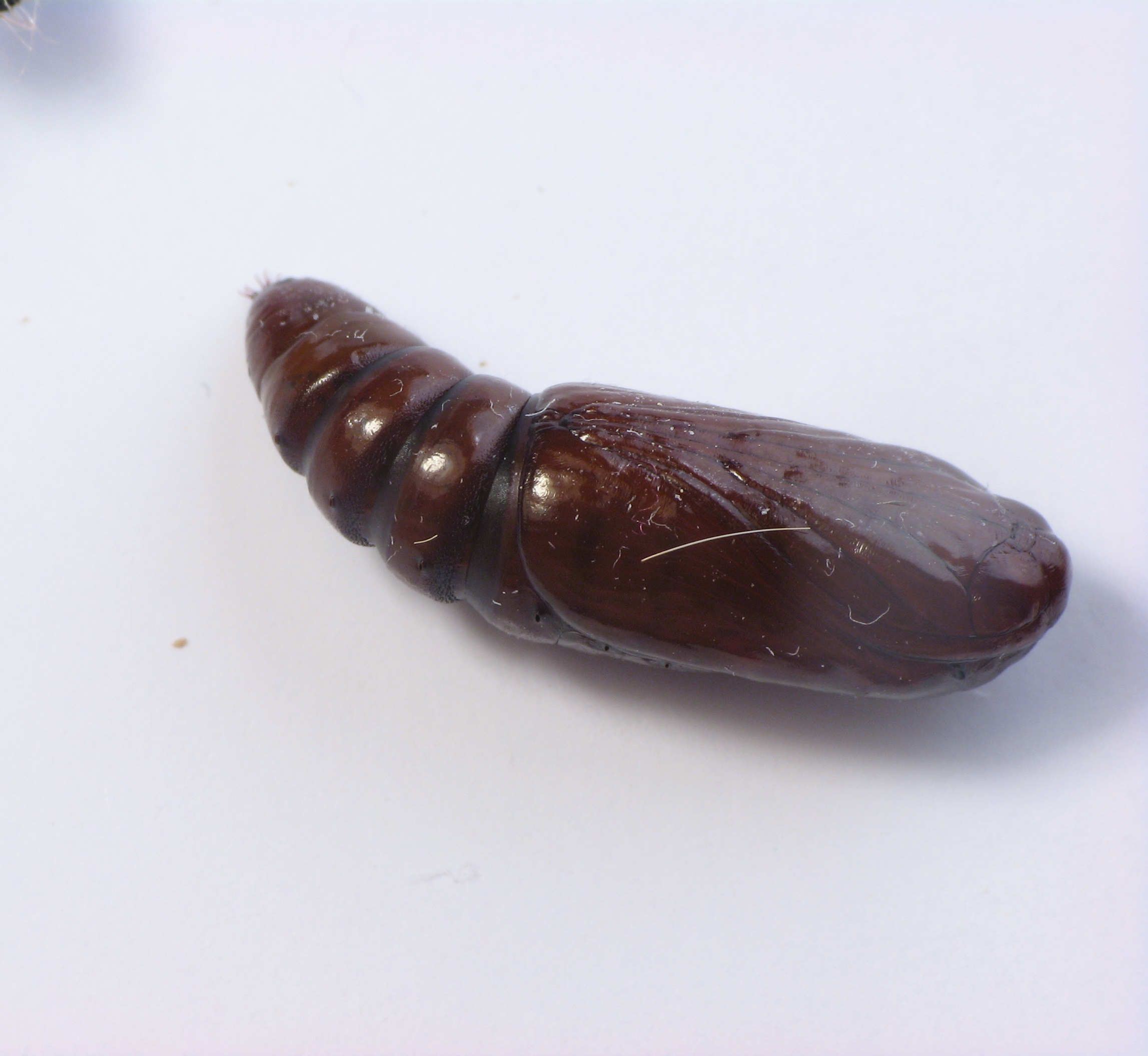
A. radcliffei pupa

Acronicta é um género de lepidópteros que contém umas 150 espécies distribuido principalmente nas regiões temperadas do Holártico, com algumas nas adjacentes regiões subtropicais.
As lagartas da maioria das espécies de Acronicta são inconfundíveis, com matas de cabelos de cores brilhantes; alimentam-se muito visivelmente nas folhas de muitas árvores comuns. A larva da polila Acronicta oblinita é inusualmente peluda, inclusive para este género. As espécies de Acronicta conhecem-se geralmente como polilas daga, já que a maioria têm uma ou mais marcas de punhais negro na parte superior das suas asas anteriores. No entanto, algumas espécies têm um anel escuro marcado em seu lugar.

## Espécies[2]
| - Acronicta aceris – Linnaeus, 1758 - Acronicta adaucta Warren, 1909 - Acronicta afflicta Grote, 1864 - Acronicta albarufa Grote, 1874 - Acronicta albistigma Hampson, 1909 - Acronicta alni – Linnaeus, 1767 - Acronicta americana – Harris, 1841 - Acronicta atristrigatus J.B. Smith, 1900 (também escrita Acronicta atristrigata) - Acronicta auricoma –[Schiffermüller], 1775 - Acronicta australis (Mustelin & Leuschner, 2000) - Acronicta barnesii Smith, 1897 - Acronicta beameri Todd, 1958 - Acronicta bellula Alpheraky, 1895 - Acronicta betulae Riley, 1884 - ?Acronicta bicolor Moore, 1881 - Acronicta browni Mustelin & Leuschner, 2000 - Acronicta brumosa Guenée, 1852 - Acronicta carbonaria Graeser, 1889 - Acronicta catocaloida Graeser, 1889 - Acronicta centralis Erschoff, 1874 - Acronicta cinerea Hufnagel, 1766 - Acronicta clarescens Guenée, 1852 - Acronicta concrepta Draudt 1937 - Acronicta connecta Grote, 1873 - Acronicta cuspis – Large Dagger Hübner, [1813] - Acronicta cyanescens Hampson, 1909 - Acronicta dahurica Kononenko & Têm, 2008 - Acronicta dactylina Grote, 1874 - Acronicta denticulata Moore - Acronicta digna Butler, 1881 - Acronicta dinawa Bethune-Baker, 1906 - Acronicta dolli (Barnes & McDunnough, 1918) - Acronicta edolata Grote, 1881 - Acronicta euphorbiae – [Schiffermüller], 1775 - Acronicta exempta Dyar, 1922 - Acronicta exilis Grote, 1874 - Acronicta extricata Grote, 1882 - Acronicta falcula Grote, 1877 (syn: Acronicta mansueta Smith, 1897, Acronicta parallela Grote, 1879) - Acronicta fragilis Guénée, 1852 - Acronicta funeralis Grote & Robinson, 1866 - Acronicta gastridia Swinhoe, 1895 - Acronicta grisea Walker, 1856 - Acronicta haesitata Grote, 1882 - Acronicta hamamelis Guenée, 1852 (syn: Acronicta subochrea Grote, 1874) - Acronicta até Guenée, 1852 - Acronicta hastulifera J.E. Smith, 1797 - Acronicta heitzmani Covell & Metzler, 1992 - Acronicta hercules Felder & Rogenhofer, 1874 - Acronicta impleta Walker, 1856 - Acronicta impressa Walker, 1856 - Acronicta inclara Smith, 1900 - Acronicta increta – Morrison, 1974 - Acronicta innotata Guenée, 1852 - Acronicta insita Walker, 1856 - Acronicta intermediária Warren, 1909 - Acronicta interrupta Guenée, 1852 - Acronicta iria Swinhoe, 1899 - Acronicta jozana Matsumura, 1926 - Acronicta laetifica Smith, 1897 - Acronicta lanceolaria –Grote, 1875 - Acronicta lepetita Smith, 1908 - Acronicta leporina – Linnaeus, 1758 - Acronicta lepusculina Guenée, 1852 - Acronicta leucocuspis Butler, 1878 - Acronicta lithospila Grote, 1874 - Acronicta lobeliae –Guenée, 1852 - Acronicta longa Guenée, 1852 - Acronicta lupini Grote, 1873 (syn: Acronicta ursina (Smith, 1898), Acronicta atlinensis (Barnes & Benjamin, 1927) - Acronicta lutea Bremer & Grey 1852 - Acronicta major Bremer, 1861 - Acronicta marmorata Smith, 1897 - Acronicta megacephala –[Schiffermüller], 1775 - Acronicta menyanthidis Esper, 1789 - Acronicta metaxantha Hampson, 1909 - Acronicta modica Walker, 1856 - Acronicta morula Grote & Robinson, 1868 - Acronicta nigricans Leech, 1900 - Acronicta noctivaga Grote, 1864 - Acronicta oblinita Smith, 1797 (syn: Acronicta arioch Strecker, 1898) - Acronicta omorii Matsumura, 1926 - Acronicta orientalis Mann, 1862 - Acronicta othello Smith, 1908 - Acronicta ovata Grote, 1873 - Acronicta pasiphae Draudt, 1936 - Acronicta paupercula Grote, 1874 - Acronicta perblanda Ferguson, 1989 - Acronicta perdita Grote, 1874 - Acronicta pruinosa Guenée, 1852 - Acronicta psi Linnaeus, 1758 - Acronicta psichinesis Kononenko & Têm, 2008 - Acronicta psorallina Lower, 1903 - Acronicta pulverosa Hampson 1909 - Acronicta quadrata Smith, 1908 - Acronicta radcliffei Harvey, 1875 - Acronicta raphael Oberthur 1884 - Acronicta rapidan Dyar, 1912 - Acronicta retardata Walker, 1861 (syn: Acronicta caesarea Smith, 1905) - Acronicta rubiginosa Walker, 1862 - Acronicta rubricoma Guenée, 1852 - Acronicta rumicis Linnaeus, 1758 - Acronicta sagittata McDunnough, 1940 - Acronicta sinescripta Ferguson, 1989 - Acronicta sperata Grote, 1873 - Acronicta spinea (Grote, 1876) - Acronicta spinigera Guenée, 1852 - Acronicta strigosa [Schiffermüller], 1775 - Acronicta strigulata Smith, 1897 - Acronicta subornata Leech, 1889 - Acronicta sugii (Kinoshita, 1990) - Acronicta superans Guenée, 1852 - Acronicta theodora Schaus, 1894 - Acronicta thoracica Grote, 1880 - Acronicta tiena Püngeler, 1907 - Acronicta tota Grote, 1879 - Acronicta tridens [Schiffermüller], 1775 - Acronicta tristis Smith, 1911 - Acronicta tritona Hübner, 1879 - Acronicta valliscola Blanchard, 1968 - Acronicta vinnula Grote, 1864 - Acronicta vulpina Grote, 1883 |